# Bud Jamison
Bud Jamison, William Edward Jaimison, född den 15 februari 1894 i Vallejo, Kalifornien, USA, död den 30 september 1944 i Hollywood, Kalifornien, USA. Amerikansk skådespelare som medverkade i 464 filmer med premiär mellan 1915 och 1945.

## Filmografi (filmer som haft svensk premiär)
- 1915 - Charlie som landstrykare - tjuv
- 1915 - Charlie som boxare - Bob Uppercut
- 1915 - Chaplin som sjöman - andrematrosen
- 1915 - Charlie i parken - barnsköterskans beundrare
- 1915 - Charlie vid badorten - man med cylinderhatt
- 1915 - Hela natten lång - hovmästare
- 1915 - Charlie Chaplins varietébesök - Ednas man på parkett/den storvuxne sångaren på scenen
- 1915 - Charlie som automobilkung - polis med batong
- 1916 - Polis! Polis! - man på natthärbärget
- 1916 - Carmen - vaktsoldat
- 1918 - Husassistenten - luffare
- 1918 - Ett hundliv - tjuv
- 1928 - His Unlucky Night - ej namngiven roll
- 1935 - Samhällets fiende no. 1 - polisman
- 1936 - Mannen från storskogen - man i saloonen
- 1942 - Seeing Nellie Home - ej namngiven roll
- 1942 - Värdshuset Fritiden - jultomten
- 1942 - Älskaren - George